# Milles de la Polvorosa
Milles de la Polvorosa is een gemeente in de Spaanse provincie Zamora in de regio Castilië en León met een oppervlakte van 18,12 km². Milles de la Polvorosa telt 228 inwoners (1 januari 2016).

## Demografische ontwikkeling
Bron: INE, 1857-2011: volkstellingen